# André Gaston Prételat
André Gaston Prételat (Wassy, 14 novembre 1874 – Parigi, 6 dicembre 1969) è stato un generale francese, comandante del 2º Gruppo di Armate durante la battaglia di Francia del maggio 1940.

## Biografia
Nato André-Gaston Pettelat il 14 novembre 1874 a Wassy (Alta Marna) nel 1896 entrò all'École spéciale militaire de Saint-Cyr (Promotion Alexandre III) da cui uscì nel 1898 per prendere servizio in Madagascar, paese allora appena conquistato dai francesi. 
Allievo presso l'École de guerre, ne uscì primo, del suo corso nel 1905, e tra il 1910 e il 1912 ricoprì l'incarico di addetto militare francese a Tangeri, in Marocco. 
Dopo lo scoppio della prima guerra mondiale combatté sul fronte occidentale, e nel 1915 prestò servizio presso lo Stato maggiore della 70ª Divisione di fanteria. Nel 1916 assunse l'incarico di Capo di stato maggiore del XXXIII Corpo d'armata, passando quindi al comando del 159º Reggimento fanteria. Promosso Sottocapo di stato maggiore della IVe Armée nel corso del 1917, sotto il comando del generale Henri Gouraud, al termine delle ostilità, nel novembre 1918, prestava ancora servizio presso tale Armata come Capo di stato maggiore.

### Tra le due guerre mondiali
Nel corso del 1919 assunse l'incarico di Capo di stato maggiore dell'Armée d'Alsace, passando a ricoprire quello dell'Armée du Levant il 12 ottobre dello stesso anno. Il 21 marzo 1922 fu promosso al grado di generale di brigata. 
Lasciò tale incarico il 31 marzo 1923 assegnato al centro di studi tattici dell'artiglieria fino al 30 maggio, quando fu assegnato allo staff del generale Gouraud, allora membro del Conseil supérieur de la guerre. Il 22 dicembre 1927 divenne comandante della 1ª Divisione di fanteria, con Quartier generale a Lilla, e il 28 febbraio 1928 fu promosso al grado di generale di divisione.
Il 3 febbraio 1930 fu promosso al grado di generale di corpo d'armata, ed assunse il comando dell'11ª Regione militare di Nantes. Tra il 21 maggio 1930 e il 5 settembre 1934 fu comandante della Regione militare di Parigi, che comprendeva i dipartimenti della Senna, della Seine-et-Oise e della Seine-et-Marne. 
Promosso al grado di generale d'armata divenne membro del Conseil supérieur de la guerre a partire dal 5 settembre 1934, rimanendovi fino al suo scioglimento avvenuto il 2 settembre 1939. Senza avere un commando effettivo partecipò alle esercitazioni teoriche avvenute tra il 1936 e il 1937 che prevedevano un'offensiva tedesca in Belgio con uno sbocco alternativo tra Sedan e Maubeuge (eventualmente intasato dalle forze francesi in avanzata).
Nominato comandante del "Groupe d'armées de l'Est" in caso di mobilitazione generale, condusse una esercitazione teorica con i suoi quadri nel giugno 1938, immaginando un attacco improvviso tedesco, in pieno periodo di mobilitazione francese, attraverso le Ardenne, con un forte supporto aereo. Durante l'esercitazione le forze tedesche attraversarono la foresta delle Ardenne in sessanta ore, attaccando senza preparazione di artiglieria il settore fortificato di Montmédy (che era parte della linea Maginot assegnata alla IIe Armée lungo la Mosa e la Chiers). I generali Alphonse Georges e Maurice Gamelin trovarono tale esercitazione eccessiva e non realistica.

### La seconda guerra mondiale

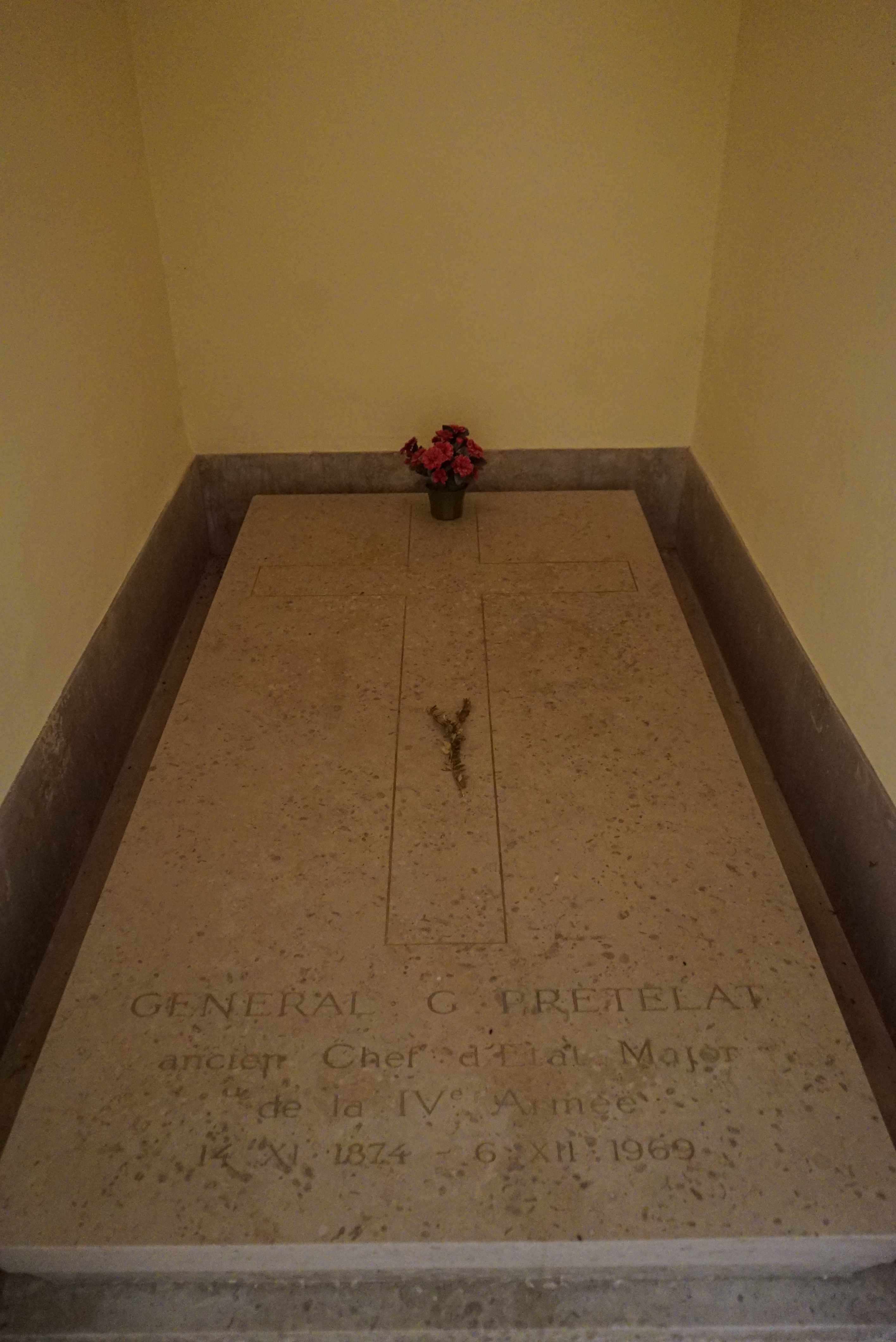
Tomba del generale Prételat.

Tra il 2 settembre 1939 al 1º luglio 1940 ricoprì l'incarico di comandante del 2emé Groupe d'armées (GA2), che comprendeva la IIIe Armée (generale Condé), la IVe Armée (generale Requin) e la Ve Armée (generale Bourret), dispiegato lungo la Linea Maginot in Alsazia-Lorena (da Petit-Xivry presso Longuyon a Diebolsheim presso Sélestat). In soccorso alla Polonia le sue truppe attaccarono nella zona della Saar tra il 9 e il 14 settembre 1939, penetrando per circa 8 km in territorio nemico prima che il generale Gamelin ordinasse l'arresto definitivo dell'offensiva. 
Nel mese di ottobre entrò in contrasto con il generale dell'Armée de l'Air Roger Pennès, che comandava la ZOAE (Zone d'Opérations Aériennes Est), che portò alla rimozione di quest'ultimo dal suo incarico. Il 14 novembre 1939, al raggiungimento del limite di età di 65 anni, fu collocato in posizione di riserva, ma mantenne il suo incarico operativo.
Il 10 maggio 1940 le truppe tedesche attaccarono in Belgio e nel settore delle Ardenne, travolgendo in pochi giorni le difese francesi e rompendo il fronte del 1er Groupe d'armées (GA1) del generale Gaston Billotte.
Il 17 maggio la IIe Armée (generale Charles Huntziger), rimasta separata dal GA1 dopo la battaglia di Stonne e la perdita di Sedan fu riassegnata al GA2, che a sua volta divenne fonte da cui l'alto comando francese trasse progressivamente le divisioni con cui tentare di ricostituire la linea del fronte, denominata Linea Weygand, posizionata alla sua sinistra lungo la Somme e l'Aisne che fu assegnata al 3e Groupe d'armées (GA3). Il ridispiegamento del GA3 comportò il trasferimento, a partire dal 20 maggio, al GA2 dell'VIIIe Armée (generale Laure), dispiegata tra Sundhouse (nel sud del Basso Reno) fino a Mouthe (nel Doubs). Il 28 maggio la IVe Armée fu ritirata dal fronte e dal GA2.
Il 2 giugno incontrò il nuovo comandante in capo francese, generale Maxime Weygand (che aveva sostituito Gamelin dal 19 maggio), e concordò l'abbandono della linea Maginot e la ritirata verso sud del GA2. Il 3 giugno Weygand creò il GA4, assegnato al comando di Huntziger, assegnandogli la IIe Armée (agli ordini del generale Freydenberg) che fu tolta dal GA2. 
Il 5 giugno il fronte della Somme venne investito dall'attacco tedesco, cui seguì l'attacco sull'Aisne lanciato il giorno 9 che comportò la ritirata del Gruppi d'armate 2 e 4 il 10 giugno. 
Nel pomeriggio del giorno 12 ricevette l'ordine di costituire una linea difensiva tra la Loira e Doubs, ma il ripiegamento iniziò solo alla sera del giorno 13, lasciandosi alle spalle la quasi totalità delle opere fortificate.
Le quattro armate del GA2, comprendenti 11 corpi d'armata, furono rapidamente circondate dalle forze motorizzate tedesche che si impadronirono di Pontarlier il 17 giugno, dopo i combattimenti sulla Mosa e nei Vosgi. Diverse unità si arresero tra il 21 e il 25 giugno, data d'applicazione dell'armistizio firmato a Compiègne il 22 giugno. Egli riuscì ad evitare la cattura, lasciando le zone dei combattimenti prima dell'accerchiamento totale. 
Sotto il regime di Vichy, tra il 10 settembre 1940 e il gennaio 1942 esercitò la funzione di Presidente della Commissione d'esame per la decadenza della nazionalità francese.
Nel 1950 pubblicò un libro, Le destin tragique de la ligne Maginot, spegnendosi a Parigi il 6 dicembre 1969. Dietro sua richiesta la salma fu seppellita nel monumento di Navarino, presso la tomba del generale Gouraud.